# Anselm Kiefer
Anselm Kiefer (n. 8 martie 1945, Donaueschingen, Baden-Württemberg, Germania) este un pictor și sculptor german. El se numără printre cei mai cunoscuți și apreciați artiști plastici germani de după cel de-al Doilea Război Mondial. Operele sale au fost expuse în cele mai prestigioase expoziții internaționale, ca de exemplu documenta 6,7 și 8 din Kassel, Bienala din Veneția (pavilionul german din 1980) și în multe muzee din Europa, Japonia și Statele Unite.
Kiefer a studiat artele între altele, la Karlsruhe cu Horst Antes și la Düsseldorf cu Joseph Beuys. Cu Beuys el împărtășește predilecția pentru materiale în general depreciate, mai ales cenușă și plumb, uneori șelac, clei, sânge, paie și alte materiale vegetale, pe care le utilizează în mai multe straturi în picturi monumentale, sculpturi și instalații.  
Și-a început cariera printr-un scandal, când s-a fotografiat în cadrul unor turnee de „Art performances” prin orașe europene, purtând niște veștminte hilare și gesticulând salutul nazist. Lucrările sale ulterioare au fost puternic influențate de teme din istoria și cultura germană, de la 
Bătălia lui Varus și până la nazism, culminând cu Holocaustul și distrugerea culturii evreiești din Germania.  
Kiefer este considerat un înnoitor al picturii istorice și un mare ilustrator artistic al catastrofelor din istorie.
Miturile tradiționale, cărțile și bibliotecile fac parte din subiectele și sursele sale favorite de inspirație. În anii de mijloc ai activității sale artistice, a fost influențat de opera unor scriitori și poeți ca Paul Celan și Ingeborg Bachmann.

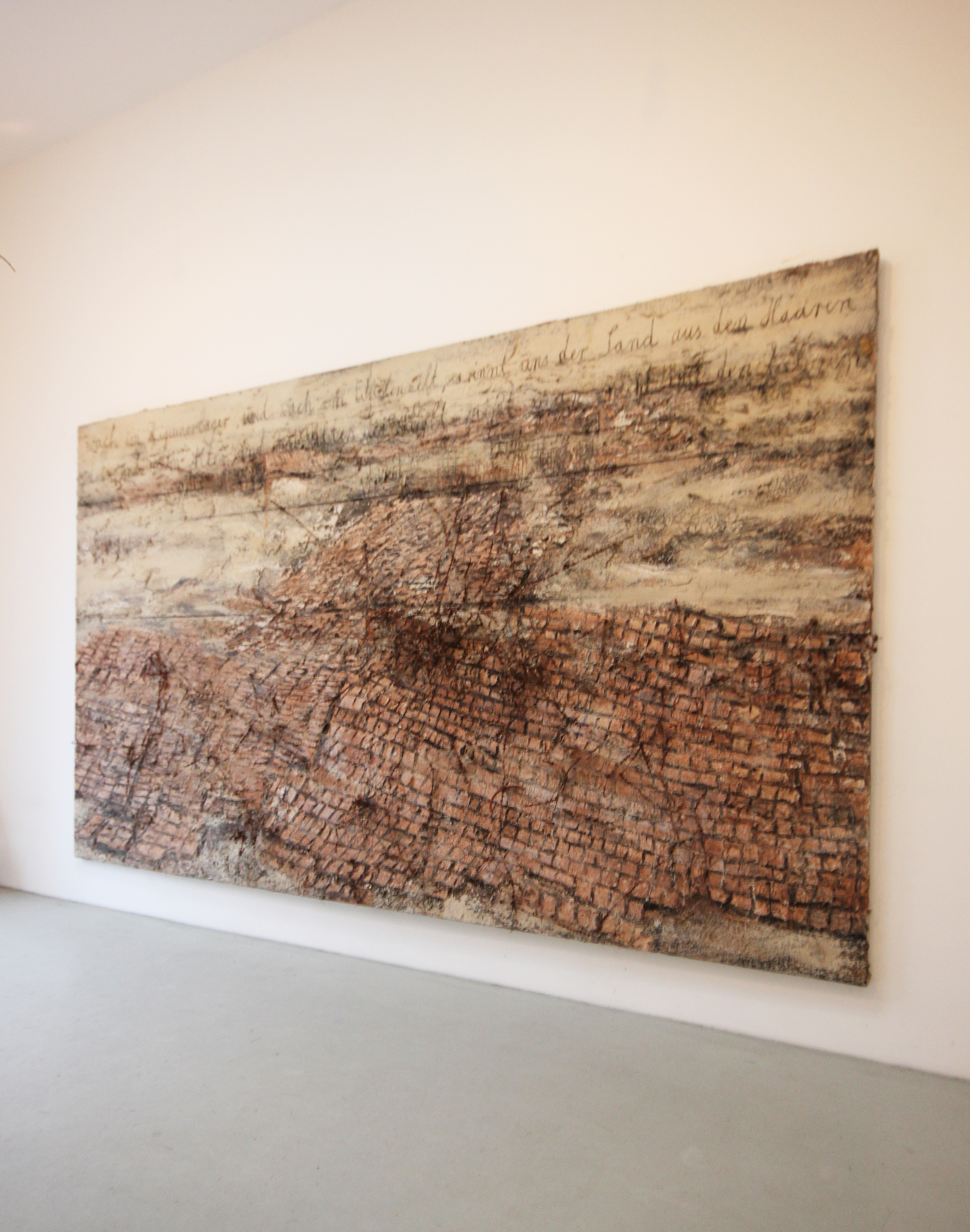
"Deșteptare în lagărul de țigani", lucrare de Anselm Kiefer, expusă în Parcul Furtwaengler din Salzburg și inspirată de poezia lui Ingeborg Bachmann „Jocul s-a sfârșit”

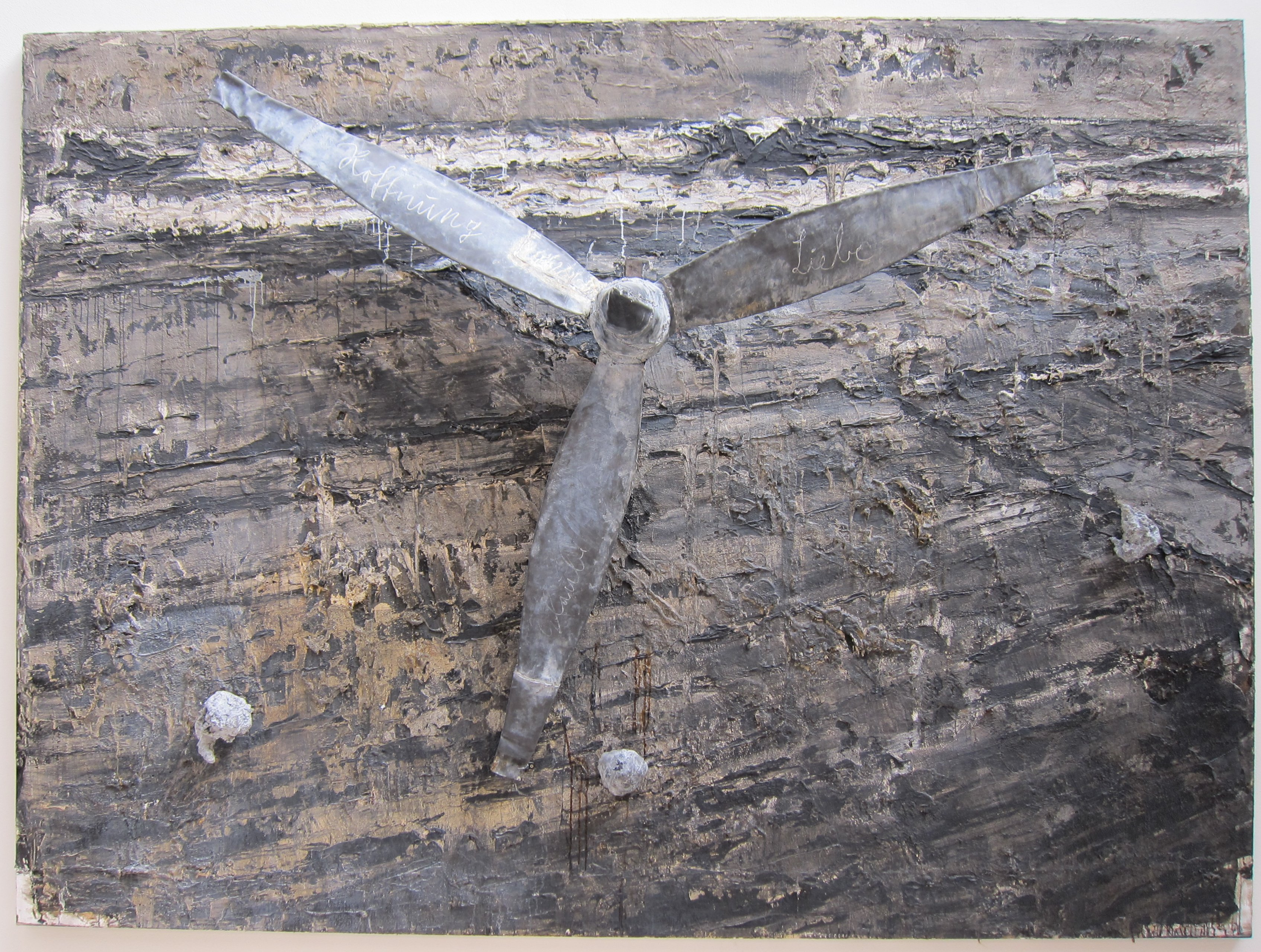
"Glaube, Hoffnung, Liebe" - "Credință, speranță, iubire"